# Daisy (spot publicitaire)
Pour les articles homonymes, voir Daisy.
Daisy, aussi connu sous le nom « Daisy Girl » ou « Peace, Little Girl », est un spot publicitaire politique télévisuel controversé qui a été diffusé lors de la campagne électorale présidentielle américaine de 1964 pour le compte du démocrate Lyndon B. Johnson. Bien que diffusé une seule fois, le 7 septembre, ce spot est considéré comme l'un des facteurs de la victoire de Johnson contre Barry Goldwater et un important tournant dans l'histoire des campagnes politiques. Il a été créé par Tony Schwartz et Doyle Dane Bernbach. Daisy est la première publicité négative.

## Concept
La publicité débute avec une petite fille âgée de trois ans (Monique M. Corzilius) dans une prairie avec un chant d'oiseau en fond sonore. Elle compte et arrache les pétales d'une marguerite lentement, mais ne connaît toutefois pas ses nombres parfaitement, car elle en répète et les dit dans un faux ordre. Lorsqu'elle atteint le chiffre neuf, une voix masculine sinistre entame le décompte préalable au lancement d'un missile. La fille lève alors les yeux qui fixent le ciel, tandis que la caméra fait un gros plan sur sa pupille, la noircissant. Quand le décompte atteint zéro, la noirceur est remplacée par le flash et un champignon atomique d'une explosion nucléaire.
La voix de Johnson intervient : « Ce sont les enjeux ! Pour faire un monde où chaque enfant de Dieu puisse vivre, ou entrer dans l'obscurité, nous devons soit nous aimer l'un l'autre, soit mourir. » Une autre voix (Chris Schenkel) prend le relais : « Votez pour le président Johnson le 3 novembre. Les enjeux sont trop élevés pour que vous restiez chez vous. »
Cette attaque publicitaire a été conçue pour profiter des commentaires formulés par le candidat présidentiel républicain Barry Goldwater au sujet de la possibilité d'utiliser les armes nucléaires au Viêt Nam.

## Réutilisation
Dans l'épisode Bombinette Bob des Simpsons (1995) le concept est repris lorsque Tahiti Bob fait sauter la bombe périmée.
Le clip de Sunset (Bird of Prey) de Fatboy Slim (2000) débute par la séquence de Daisy.
Le clip de Harakiri de Serj Tankian (2012) cite un passage du clip publicitaire de Daisy.